# Béla Radics

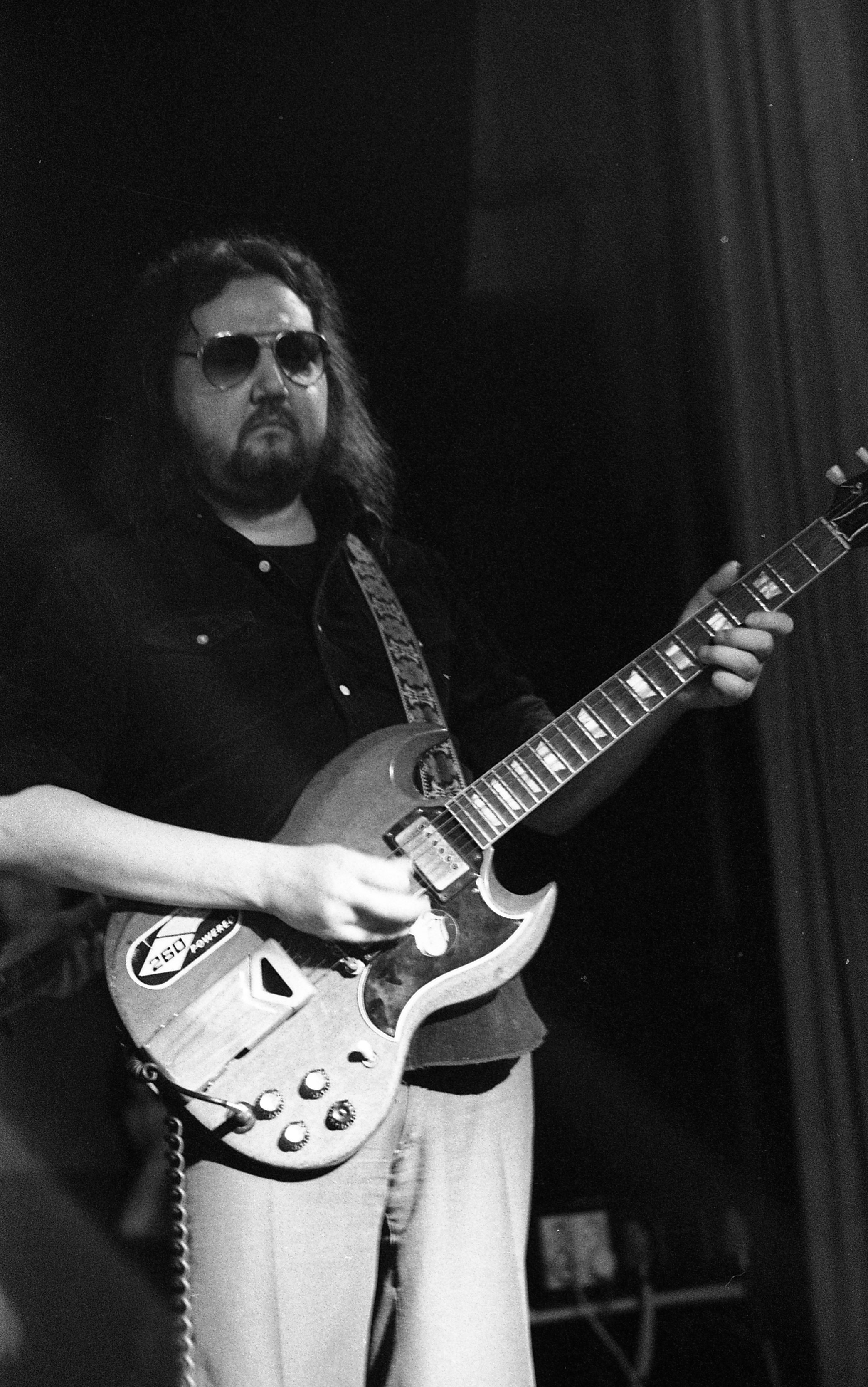
Béla Radics (Gitarrist)

Béla Radics (geboren am 6. Februar 1946 in Budapest; gestorben am 18. Oktober 1982 ebenda) war ein ungarischer Rockmusiker, Gitarrist und Sänger. Er gilt als eine legendäre und einflussreiche Figur der ungarischen Rockmusik. Oft wird er als „Gitarrenkönig“ oder als „ungarischer Jimi Hendrix“ bezeichnet.

## Leben und Werk
Béla Radics wurde 1946 in Tripolisz, einem berüchtigten Arbeiterviertel von Angyalföld, in dem Haus an der Ecke der heutigen Gyöngyösi utca und Vőlegény utca geboren und lebte dort bis zu seinem Tod. Seine erste Gitarre erhielt er mit 13 Jahren, mit 16 spielte er bereits in der Band einer Fabrik. Im Herbst 1964 wurde er Mitglied von Atlantis, einer der ersten Bands, die Beatles-Songs in Ungarn coverten und dabei eine große Wirkung auf ihr Publikum ausübten. Nach den Atlantis-Konzerten randalierten die aufgewühlten und euphorisierten Jugendlichen oft.
Seine erste eigene Band, Sakk-Matt („Schachmatt“), gründete er 1968. Trotz des völligen Schweigens der öffentlichen Medien konnte die Band ihr Debütkonzert im Budai Ifjúsági Park vor etwa zehntausend Menschen geben. Die Band, die hauptsächlich Cream- und Hendrix-Songs coverte, wurde von Radics’ Gitarrenspiel – er spielte oft über dem Kopf oder mit den Zähnen – dominiert. Die Fans sahen in ihm nicht nur ein Idol, sondern fast einen Anführer. Während und nach den Konzerten ertönte oft der Ruf: „Béla in die Partei, Béla in die Regierung!“ – eine gefährliche Aussage in der erdrückenden Atmosphäre der Diktatur, insbesondere in den Jahren der tschechoslowakischen Intervention und der Breschnew-Ära.
Die aufkommende ungarische Beat- und Rockmusik wurde von der kommunistischen Staatssicherheit genau beobachtet. Die ersten Agentenberichte über Radics machten der politischen Polizei schnell klar, dass man dem talentiertesten ungarischen Gitarristen der Epoche keinen großen Spielraum gewähren durfte. 
Ab 1970 versuchte er es mit seiner neuen Band, Tűzkerék („Feuerrad“), doch aufgrund ständiger Mitgliederwechsel und Meinungsverschiedenheiten löste sich die Band bald auf. Die Staatssicherheit verfolgte ihn weiter und hielt ihn unter ständiger Beobachtung. Sie führte eine Akte unter dem Decknamen „Szakállas“ („Der Bärtige“) und sammelte Berichte über ihn. Verschiedene Agenten lieferten Informationen über seine regierungskritischen Aussagen, antikommunistischen Tiraden und politischen Witze.
Nach mehreren Auflösungen und Neugründungen von Tűzkerék war seine erfolgreichste und bekannteste Formation Taurus EX T 25-75-82 die am 1. Mai 1972 mit einem Konzert im Ifjúsági Park debütierte. Die Band bestand aus dem Bassisten Lajos Som, dem Organisten Fecó Balázs und dem Schlagzeuger Győző Brunner, dessen Telefonnummer sich in ihrem Namen wiederfand.
Im Sommer desselben Jahres trat Taurus als Vorband der legendären britischen Band Free im Kisstadion auf, doch der große Durchbruch blieb erneut aus. Noch im Herbst wurde Lajos Som durch Zorán ersetzt, und bald wurde die Situation für Radics in seiner eigenen Band wieder unhaltbar. Eine eigene LP für Taurus war undenkbar; die Band konnte in ihrer kurzen Existenz (bis 1973) nur zwei Singles veröffentlichen (Zöld csillag und A kőfalak leomlanak).

Seine letzte bedeutende Band war Alligátor, die alte Taurus-Songs und westliche Hits spielte. Radics wurde in den folgenden Jahren zum Alkoholiker und lebte zurückgezogen mit seiner Mutter in ihrer Wohnung in Angyalföld.
Im Frühjahr 1982 trat er noch bei einem Gedenkkonzert auf. Wenige Monate später, am 18. Oktober 1982, starb er an Leberzirrhose. Hunderte Musiker und ehemalige Fans begleiteten ihn auf seinem letzten Weg auf dem Megyeri-Friedhof. Auf seinem Grabstein steht: „Der größte ungarische Gitarrist aller Zeiten. Möge ihm die Erde leicht sein!“

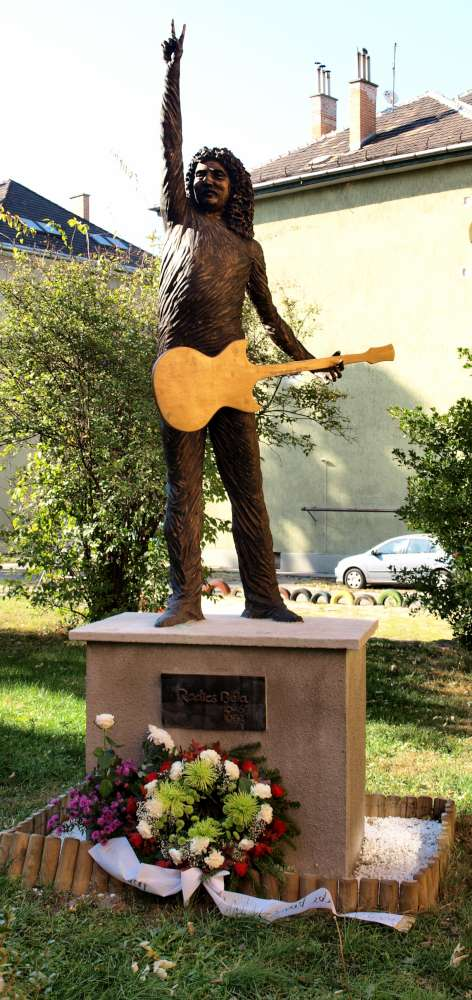
Statue von Béla Radics in Budapest, ein Werk von Károly Kovács

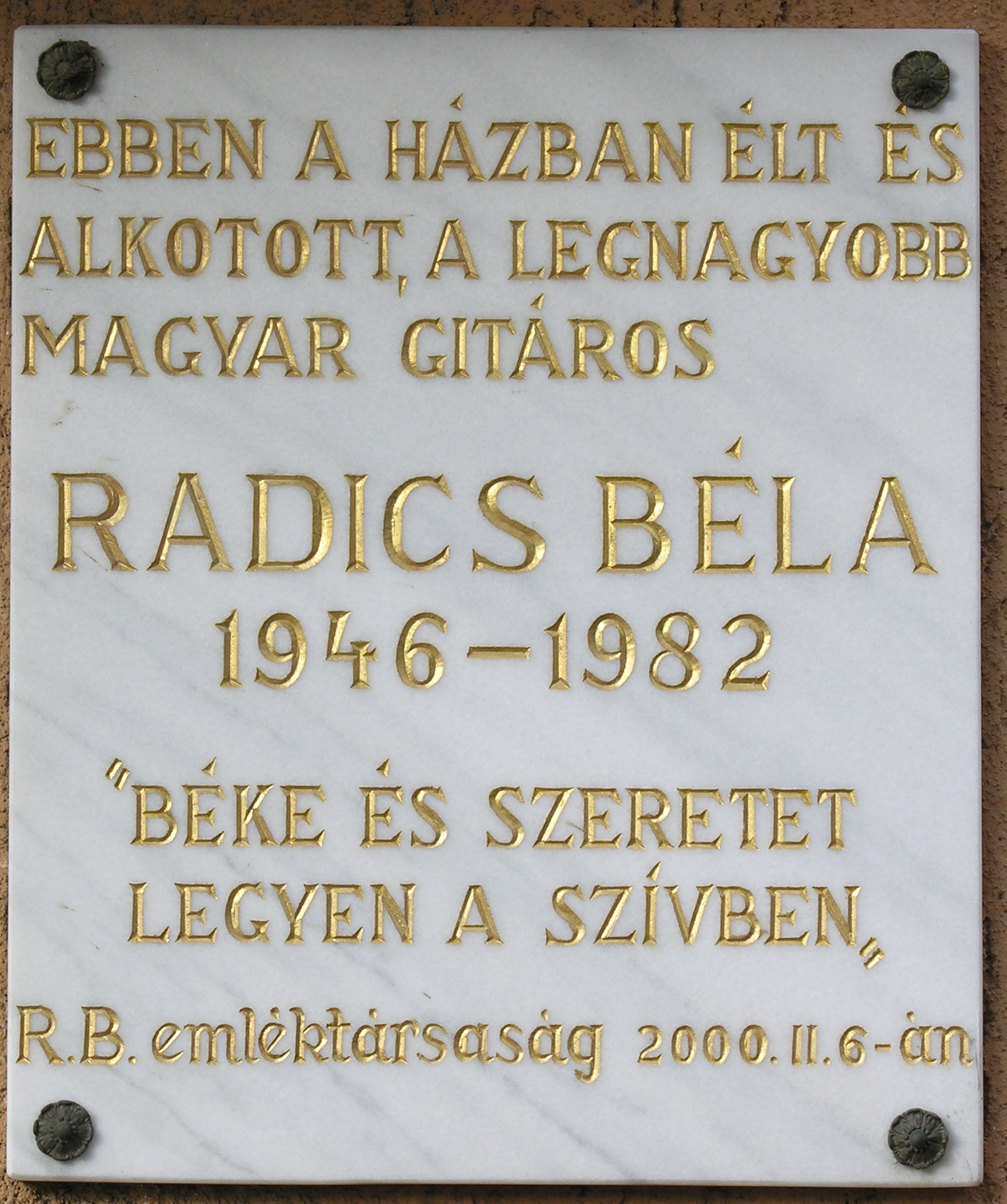
Gedenktafel für Béla Radics an seinem ehemaligen Wohnort, Gyöngyösi utca 47.

## Rezeption
Die Nachwelt geht weitaus respektvoller mit ihm um als das System, das ihn verstieß. Seine Freunde und Bewunderer gründeten 1999 einen Gedenkverein und sammeln Erinnerungsstücke und alte Bootleg-Aufnahmen seiner Musik. Im Jahr 2000 wurde an seinem ehemaligen Wohnhaus eine Gedenktafel angebracht; in der Gyöngyösi utca steht eine Statue von ihm, und in Angyalföld trägt eine Straße seinen Namen.

### Film
2023 drehte der ungarische Dokumentarfilmer Gabor Klacsán den Film Radics Béla: a megátkozott gitáros über den Gitarristen, in dem auch eine Reihe ehemaliger Bandmitglieder ihren Auftritt hatte.